# 志摩ようこ
志摩 ようこ（しま ようこ、1953年1月3日 - ）は、日本の漫画家。三重県伊勢市出身。姉の曽祢まさこも漫画家である。1971年、『なかよし 2月増刊号』（講談社）に掲載の「オー！コマーシャル」にてデビュー。代表作は『リリアーナの黒髪』、『愛の賛歌をあなたに』、『丘の上のベティ=アン』など。

## 来歴
5人兄妹の末っ子として生まれる。すぐ上の姉・曽祢まさこが漫画家になったことに影響を受け上京し、1971年に「オー!コマーシャル」でデビューを果たす。ペンネームは、三重県の伊勢・志摩から、故郷は伊勢だが志摩の地名の方が好きだったことに由来している。上京後は曽祢と同居し、ストーリーを考えてもらうこともあった。1977年当時は、曽祢と共同の仕事場で作業をしていた。
2017年5月、作品の電子書籍化が開始される。初の電子書籍化作品は『ナナ色毛糸♥ラブもよう』など4作品。

## 作品リスト

### 連載
- ゆびきりゲンマン（原作：津江沙智子、『なかよし』1972年9月号[7] - 1973年3月号） - 初の連載作品[要出典]。
- ロリアンの青い空（原作：加津綾子、『なかよし』1974年12月号[8] - 1975年4月号[8]）
- 白夜のナイチンゲール（原作：名木田恵子、『なかよし』1976年12月号 - 1977年5月号）
- 手芸アラカルト - 『ナナ色毛糸♥ラブもよう』収録。
  - PART1 ナナ色毛糸♥ラブもよう（『なかよしデラックス』1981年2月号）
  - PART2 手芸春一番がふいてきた（『なかよしデラックス』1981年3月号）
  - PART3 夢色キラキラもよう編み（『なかよしデラックス』1981年4月号）

### 読み切り
- オー！コマーシャル（『なかよし』1971年2月増刊号[4]） - デビュー作[3]。
- 海外旅行をする法（『なかよし』1971年4月号）
- 黒いウエディングドレス（『なかよし』1971年6月号）
- ポートタウンのママ（『なかよし』1971年9月号）
- 潤のあしたは…（『なかよし』1971年12月号[9]） - 『遠い日のミレーヌ』収録[9]。
- 天使たちの船出（『なかよし』1972年2月号[9]） - 『遠い日のミレーヌ』収録[9]。
- 先生は恋のライバル（『なかよし』1972年4月号）
- こんにちはミスティーヌ（『なかよし』1972年5月増刊号[10]）
- はしれ！黒い真珠（ウィルマ・ルドルフ物語）（原作：西谷康二、『なかよし』1972年7月号） - 『ゆびきりゲンマン』第2巻収録。
- 弟の夏（『別冊なかよし』No.5、1972年）
- 一人三人集（『なかよし』1973年5月号）
- ハッピー♥ハートは神さまデス（『なかよし』1973年7月号付録『なかよしコミック文庫No.7』[11]）
- ゆめつむぎ（『なかよし』1973年8月号、1973年9月号） - 前後編、『咲子の七日間』収録。
- 遠い日から（『なかよし』1973年11月号）
- 手のひらいっぱいの恋（『なかよし』1973年12月号[12]） - 『恋のクッション作ります』収録[12]。
- 兄きにカンパイ！（『なかよし』1974年1月号[13]） - 『ハッピー♥ハートは神さまデス』収録[13]。
- 遠い日のミレーヌ（原作：津江沙智子、『なかよし』1974年3月号[9]）
- 卒業日記（『なかよし』1974年4月号[12]） - 『恋のクッション作ります』収録[12]。
- ミリーは気ままな天使（原作：名木田恵子、『なかよし』1974年6月号[14]） - 『こんにちはミスティーヌ』収録。
- かなしみのドロシア（『なかよし』1974年7月号）
- バスにゆられて（『なかよし』1974年9月号） - 『愛の賛歌をあなたに』収録。
- 沈黙のエンジェル（『なかよしDEKA』、1974年）
- チェリーナのなみだ（『なかよし』1975年5月号） - 『愛の賛歌をあなたに』収録。
- 千代と紙飛行機（『なかよし』1975年7月号） - 『マダム=フルールの玉手箱』収録。
- せんこう花火（『なかよし』1975年9月号[15]） - 『リリアーナの黒髪』収録[15]。
- マジックリングをとりかえせ！（『別冊なかよし』1975年9月号 No.5）
- 咲子の七日間（『なかよし』1975年11月号）
- 恋のクッション作ります（『なかよし』1976年1月号[12]）
- 椿さく日（『別冊なかよし』1976年2月号 No.2） - 『咲子の七日間』収録。
- 6年はずれ学級（原作：剣持亘、『なかよし』1976年4月号[15]） - 『リリアーナの黒髪』収録[15]。
- バスケットにはいった赤ちゃん（『別冊なかよし』1976年第5号[12]） - 『恋のクッション作ります』収録[12]。
- あいとK・K・圭（『なかよし』1976年8月号付録『なかよしまんが文庫』）
- 星のひとかけら（『なかよし』1976年9月号[15]） - 『リリアーナの黒髪』収録[15]。
- すぎさりし日々に（『なかよし』1976年10月号[15]） - 『リリアーナの黒髪』収録[15]。
- リリアーナの黒髪（『なかよし』1977年7月号[15]） - 『リリアーナの黒髪』収録[15]。
- シャトル真夏の空へ！（『なかよし』1977年9月号付録『なかよしまんが文庫』）
- 風鈴草（『なかよし』1977年10月号） - 『あいとK・K・圭』収録。
- 風がささやくとき（原作：辻さとみ、『なかよし』1977年12月号） - 『あいとK・K・圭』収録。
- わが愛の日々は…（原作：万里村ゆき子、『なかよし』1978年1月号） - 『マダム=フルールの玉手箱』収録。
- ほんとうかしら？夢の精（『増刊なかよし』1978年2月号） - 『マダム=フルールの玉手箱』収録。
- あまえんぼ天使のひとりごと（『なかよし』1978年4月号） - 『マダム=フルールの玉手箱』収録。
- マダム=フルールの玉手箱（原作：辻さとみ、『なかよし』1978年6月号）
- 愛の賛歌をあなたに（『増刊なかよし』1978年8月号、1978年9月号）
- ペアのマフラーあんでいい？（『なかよし』1978年11月号） - 『愛の賛歌をあなたに』収録。
- 空色エプロンにあう人（『なかよし』1979年2月号） - 『愛の賛歌をあなたに』収録。
- 白き鳥の子守歌（『なかよしデラックス』1979年4月号）
- マリーンブルーの風（『なかよしデラックス』1979年7月号） - 『白き鳥の子守歌』収録。
- 青葉山コン線日記（『なかよし』1979年8月号） - 『白き鳥の子守歌』収録。
- とおり雨があがったら…（『なかよしデラックス』1979年9月号） - 『白き鳥の子守歌』収録。
- 丘の上のベティ=アン（『なかよしデラックス』1979年11月号）
- 寒い朝の悲劇（『なかよし』1980年1月号）
- 真っ白手ぶくろ愛ひとつ（『なかよし』1980年3月号） - 『ナナ色毛糸♥ラブもよう』収録。
- 花にうもれてベティアン（『なかよしデラックス』1980年5月号） - 『丘の上のベティ=アン』収録。
- ティータイムはお静かに（『なかよしデラックス』1980年7月号） - 『丘の上のベティ=アン』収録。
- ちょっぴりメルヘンの秋の午後（『なかよしデラックス』1980年9月号） - 『丘の上のベティ=アン』収録。
- 恋は平行四辺形（『なかよしデラックス』1980年12月号） - 『ナナ色毛糸♥ラブもよう』収録。
- ふんわりハートの雪あかり（『なかよしデラックス』1981年1月号） - 『丘の上のベティ=アン』収録。
- だまって見つめて恋の中（『なかよしデラックス』1981年8月号）
- 早咲きすみれ見つけたの（『なかよしデラックス』1982年2月号）
- ハローグッバイお元気ですか（『なかよしデラックス』1982年8月号）
- 初恋くるくるまわり道（『なかよしデラックス』1982年11月号）
- 涙にあいますか？（『なかよしデラックス』1983年1月号）
- イサドラの青い瞳（『なかよしデラックス』1985年5月号）
- ちょっぴりおマセなミステリー（『なかよしデラックス』1985年10月号）

### 掲載号不明
- マリッジリングをとりかえせ！ - 『こんにちはミスティーヌ』収録。

### 書籍
すべて講談社コミックスなかよし（講談社）から刊行された。
- 『ロリアンの青い空』原作：加津綾子、1975年[8]
- 『ゆびきりゲンマン』原作：津江沙智子、1975年、全2巻 / 文庫版 1977年、全2巻
- 『ハッピー♥ハートは神さまデス』、1975年[13]
  - 文庫版『ハッピー♥ハートは神様デス』
- 『こんにちはミスティーヌ』、1976年[16]
- 『遠い日のミレーヌ』原作：津江沙智子、1976年[9]
- 『恋のクッション作ります』、1976年[12]
- 『咲子の七日間』、1977年[17]
- 『白夜のナイチンゲール』原作：名木田恵子、1977年[18]
- 『リリアーナの黒髪』、1977年[19]
- 『あいとK・K・圭』、1979年[20]
- 『マダム=フルールの玉手箱』、原作：辻さとみ、1978年[21]
- 『愛の賛歌をあなたに』、1979年[22]
- 『白き鳥の子守歌』、1980年[23]
- 『丘の上のベティ=アン』、1981年[24]
- 『ナナ色毛糸♥ラブもよう』、1981年[25]